# يوئيل دي مالاخ
يوئيل دي ملاخ (بالعبرية יואל דה-מלאך) (5 أغسطس 1924 - 22 يناير 2006) عالم زراعي وعالم نبات إسرائيلي. 
وحصل على جائزة إسرائيل في عام 1986 لعمله في الزراعة وفي استكشاف الصحراء. 
خلال حرب الاستقلال 1948 كان في النقب وقضى هناك أيام الحرب الصعبة. وبعد الحرب بدأ العمل في علم النبات، حيث قام بتحديد وجمع وفهرسة النباتات الصحراوية بالتعاون مع باحثين من الجامعة العبرية. وفي الخمسينيات أيضًا، شارك في إعادة بناء الزراعة النبطية في شبطا وعبدات بالاشتراك مع البروفيسور ميخائيل بن آري.
وفي أوائل الستينيات، أنشأ محطة للتجارب الزراعية، ومنذ ذلك الحين، وعلى مدى أكثر من ثلاثين عامًا، انخرط في أبحاث الزراعة الصحراوية، وتكييف المحاصيل المختلفة مع المناخ الصحراوي والمياه المالحة المكتشفة في المنطقة.
بين الأعوام 1970-1972 عمل سكرتيرًا أول في السفارة الإسرائيلية في إيطاليا وشارك في الدعوة لمنح تصريح الهجرة ليهود الاتحاد السوفيتي. ثم عاد إلى كيبوتس رفيفيم، وواصل عمله البحثي الزراعي.

## سيرته الشخصية
ولد يوئيل دي مالاخ في فلورنسا بإيطاليا باسم جوليو دي أنجيليس. ونشأ في روما في عائلة قوية الإيمان باليهودية والصهيونية. ةتعود جذور العائلة إلى أربع مدن إيطالية. وكان جده لأبيه من فرشيلي في بيدمونت، وكان أسلاف العائلة الآخرون من الحي اليهودي الروماني، ومن نسل اليهود الإسبان من ليفورنو ويهود فلورنسا .
في عام 1933 انضم إلى حركة الشباب الفاشية مثل طلاب مدرسته الآخرين. وفي 18 يوليو 1938، نُشر إعلان السياسة العنصرية. انتهى فجأة الوضع المثالي الذي عاش فيه اليهود الإيطاليون منذ توحيد إيطاليا عام 1870. فتم فصل والده من وظيفته الحكومية. وتوقف دي ملاخ عن دراسته ودرس بقية حياته بشكل مستقل فقط. وخطط والداه للهجرة إلى أرض إسرائيل والاستقرار في العفولة، لكن لم يكن لديهما رأس المال اللازم للحصول على تصريح السفر. ولذلك تقرر أن يهاجر يوئيل، وبقي والديه وشقيقتيه في إيطاليا.
في عام 1939 هاجر دي ملاخ إلى فلسطين بمساعدة منظمة عاليات هانوعار. وانضم إلى قرية الشباب في كيبوتس جفعات برينر وعمل في حديقة الخضروات. وبعد مرور عام، عندما أعلنت إيطاليا الحرب على بريطانيا العظمى، ظهر رجال الشرطة الإنجليز في جفعات برينر واعتقلوا "رعايا بلد العدو" الإيطاليين، وصادروا الأوراق والأمتعة. وتم وضع حاملي الجنسية الإيطالية على متن شاحنات ونقلوا إلى القدس. وبدأ الأساتذة المهاجرون من إيطاليا، الذين كانوا من بين المعتقلين، بإلقاء المحاضرات في سجن زاري أنفين. وبعد عشرة أيام تم إطلاق سراحهم جميعاً. وفي تشرين الثاني (نوفمبر) 1941، انتقل يوئيل وأصدقاؤه إلى أشدوت يعقوب للتدريب.
وفي ربيع عام 1943 انضم إلى مجموعة "رافيفيم" في مكان تدريبها في ريشون لتسيون، حيث يتواجد أعضاء المجموعة منذ عام 1938. ولم يصل إلى موقعه الدائم في مستوطنة رافيفيم في النقب إلا في أكتوبر 1944.
وفي ريشون لتسيون واصل زراعة الخضروات. ومن وقت لآخر كان يتواجد في النقب، في المكان الجديد، حيث كان ممثلو المجموعة ينخرطون في الاستعدادات للاستقرار في المكان. عندما وصل إلى منطقة سفر همدبار في رفيفيم، بدأ بدراسة طبيعة المكان. وأدت قلة هطول الأمطار في المنطقة (أقل من 100 ملم سنويًا) إلى تفاقم مشكلة الري، وحاول العثور على محاصيل تناسب هذا المناخ.
في عام 1947 قامت لجنة اليونسكو - لجنة الأمم المتحدة الخاصة لشؤون أرض إسرائيل - بزيارة الكيبوتس. وبفضل الزيارة، حظيت المستوطنة اليهودية في النقب بصدى شعبي قوي. وأبلغت الوكالة اليهودية الكيبوتس أنه ينبغي بذل قصارى جهدها لكي تثبت للجنة "أنه من أجل ازدهار النقب، هناك حاجة إلى سكان يهود" في منطقة مثل تلك الموجودة في رفيفيم. ولحسن حظ المستوطنين، بعد الفيضان في ذلك العام، كان ازدهار أشجار السرو والحقول في المنطقة مذهلاً. وقد أبدى أعضاء الوفد إعجابهم الشديد، وأعرب رئيس الوفد عن تقديره للرواد الذين حولوا الصحراء إلى حديقة مزهرة. تم تسليط الضوء على الزيارة في الصحافة. ويزعم البعض أن هذه الزيارة كان لها تأثير حاسم على قرار لجنة اليونسكو بضم النقب إلى دولة إسرائيل . ويعتقد دي ملاخ أن هذا الرأي مبالغ فيه بعض الشيء.

### حرب الاستقلال
لم يثر قرار الأمم المتحدة الصادر في 29 تشرين الثاني (نوفمبر) 1947 بشأن إقامة دولة يهودية في فلسطين موجات من الفرح في رافيفيم. وفي اليوم التالي، قال لهم العربي الذي كان يعمل معهم: "احذروا! يجري التخطيط لأمور سيئة". وفي الواقع، في غضون أيام قليلة، قُتل بعض أعضاء الكيبوتس وأنشأت لهم مقبرة. وعرض البريطانيون المساعدة في إخلاء المكان، أو على الأقل إخراج الفتيات منه. وبدأت المستوطنة بتحصين نفسها. ووصلت شاحنة محملة بمواد التحصين إلى المكان. وتمركزت هناك فصيلة من الجنود. وهجر العرب المحيطون المنطقة. وهكذا عندما أعلنت الحرب، كانت المنطقة جاهزة للغزو من قبل الجيش المصري، حيث قام جنود مصريون في العربات المدرعة بمهاجمة مستوطنات النقب، وبمساعدة حركة بالماح والقليل من المساعدات الجوية، كانت منطقة رفيفيم مكانًا آمنًا لليهود. وفي عيد حانوكاأضاءت ثمانية مشاعل ضخمة على سطح القلعة في رفيفيم، وتم تكريم قائد البلماح يتسحاق سادة بإضاءتها. وهكذا بدأ عصر جديد في رافيفيم.

### من علم النبات إلى الزراعة
بعد الحرب، بدأ دي مالاخ في الانخراط في علم النبات، حيث قام بتحديد وجمع وفهرسة النباتات الصحراوية بالتعاون مع باحثين من الجامعة العبرية بقيادة البروفيسور دانيال زهاري.
وفي عام 1951 تزوج دي ملاخ من باولا رو المولودة في روما. وانضمت إليه باولا، التي كانت معلمة، في كيبوتس رفيفيم، وأنجبا لاحقا أربعة أطفال.
وفي نهاية الخمسينيات، انضم يوئيل إلى البروفيسور ميخائيل بن آري في محاولاتهم لاستئناف الزراعة النباتية في المزرعة التي أقيمت في شفيتا وعبدات. وأثبتت سنوات العمل في هذه المزارع أنه من الممكن العيش من الزراعة حتى في المناطق القاحلة في النقب. وفي أوائل الستينيات، أنشأ دي ملاخ محطة للتجارب الزراعية في كيبوتس رفيفيم، وبدأ بإجراء تجارب على الفواكه والخضروات والزهور، محاولًا العثور على محاصيل مناسبة للمناخ الصحراوي. كما بحث في إمكانية استخدام الهرمونات لتعزيز ازدهار النباتات، وتطوير أصناف نباتية جديدة، وتحسين طرق الري.

### العودة إلى إيطاليا
في عام 1970، ذهب دي ملاخ مع عائلته إلى روما، وعمل سكرتيرًا أول في السفارة الإسرائيلية في إيطاليا. وعمل هناك في الدفاع عن يهود الاتحاد السوفيتي.

### البحوث الزراعية
وبعد عودته من البعثة في إيطاليا حتى تقاعده، عاد دي مالاخ للانخراط في البحوث الزراعية. وعندما تم العثور على المياه قليلة الملوحة في النقب، وجه معظم جهوده البحثية نحو إمكانية الاستفادة منها. وانتقلت محطة التجارب التي أنشأها من كيبوتس رفيفيم إلى موقعها الحالي بجوار مستوطنة أشاليم، حيث انخرطوا في البحث عن المحاصيل والأصناف المناسبة للمناخ الصحراوي وللري بالمياه قليلة الملوحة التي تم اكتشافها. وعمل دي مالاخ على تطوير التقنيات وإدخال الأساليب الحديثة للحرث والبحث عن المحاصيل والأصناف المقاومة للظروف البيئية للصحراء.
وفي عام 1986 حصل دي مالاخ على " جائزة إسرائيل لاستكشاف الصحراء".  وفي تشرين الأول/أكتوبر 1999 منحته جامعة النقب درجة الدكتوراه الفخرية "كباحث في الطبيعة والزراعة". وسميت باسمه المحطة التجريبية التي أنشأها - المركز التجريبي للزراعة الصحراوية للبحث والتطوير في النقب - بعد وفاته.